# Indre-et-Loire
Indre-et-Loire (37) is een Frans departement.

## Geschiedenis
Het departement was een van de 83 departementen die werden gecreëerd tijdens de Franse Revolutie, op 4 maart 1790 door uitvoering van de wet van 22 december 1789, uitgaande van de provincie Touraine.

## Geografie
Indre-et-Loire is omgeven door de departementen Loir-et-Cher, Indre, Vienne, Maine-et-Loire en Sarthe.
Zie ook:
- kastelen van de Loire

Indre-et-Loire bestaat uit de drie arrondissementen:
- Arrondissement Chinon
- Arrondissement Tours
- Arrondissement Loches

Indre-et-Loire heeft 19 kantons:
- Kantons van Indre-et-Loire

Indre-et-Loire heeft 277 gemeenten:
- Lijst van gemeenten in het departement Indre-et-Loire

## Demografie
De inwoners van Indre-et-Loire heten Tourangeaux , een naam die is afgeleid van de oude provincie Touraine, een gebied dat overeenkomt met het departement.

### Demografische evolutie sinds 1962
| Naam           | Index 1962 | Index 1968 | Index 1975 | Index 1982 | Index 1990 | Index 1999 | Index 2008 | Index 2019 |
| -------------- | ---------- | ---------- | ---------- | ---------- | ---------- | ---------- | ---------- | ---------- |
| Indre-et-Loire | 100,0      | 110,8      | 121,1      | 128,1      | 133,9      | 140,2      | 148,1      | 153,9      |
| Frankrijk*     | 100,0      | 107,1      | 113,3      | 117,0      | 121,9      | 126,0      | 133,8      | 140,1      |

| Naam           | Inw./Km² 1962 | Inw./km² 1968 | Inw./km² 1975 | Inw./km² 1982 | Inw./km² 1990 | Inw./km² 1999 | Inw./km² 2008 | Inw./km² 2019 |
| -------------- | ------------- | ------------- | ------------- | ------------- | ------------- | ------------- | ------------- | ------------- |
| Indre-et-Loire | 64,5          | 71,5          | 78,1          | 82,6          | 86,4          | 90,4          | 95,5          | 99,6          |
| Frankrijk*     | 84,2          | 90,1          | 95,4          | 98,5          | 102,7         | 106,1         | 112,7         | 119,7         |

Frankrijk* = exclusief overzeese gebieden
Bron: Recensement Populaire INSEE - 1962 tot 1999 population sans doubles comptes, nadien Population Municipale
Op 1 januari 2022 had Indre-et-Loire 616.326 inwoners.

### De 10 grootste gemeenten in het departement
| Nr. | Gemeente               | Aantal inwoners (2022) |
| --- | ---------------------- | ---------------------- |
| 1   | Tours                  | 138.668                |
| 2   | Joué-lès-Tours         | 38.432                 |
| 3   | Saint-Cyr-sur-Loire    | 16.766                 |
| 4   | Saint-Pierre-des-Corps | 15.698                 |
| 5   | Saint-Avertin          | 15.075                 |
| 6   | Amboise                | 13.132                 |
| 7   | Chambray-lès-Tours     | 11.877                 |
| 8   | Montlouis-sur-Loire    | 11.261                 |
| 9   | Fondettes              | 10.917                 |
| 10  | La Riche               | 10.349                 |

## Afbeeldingen

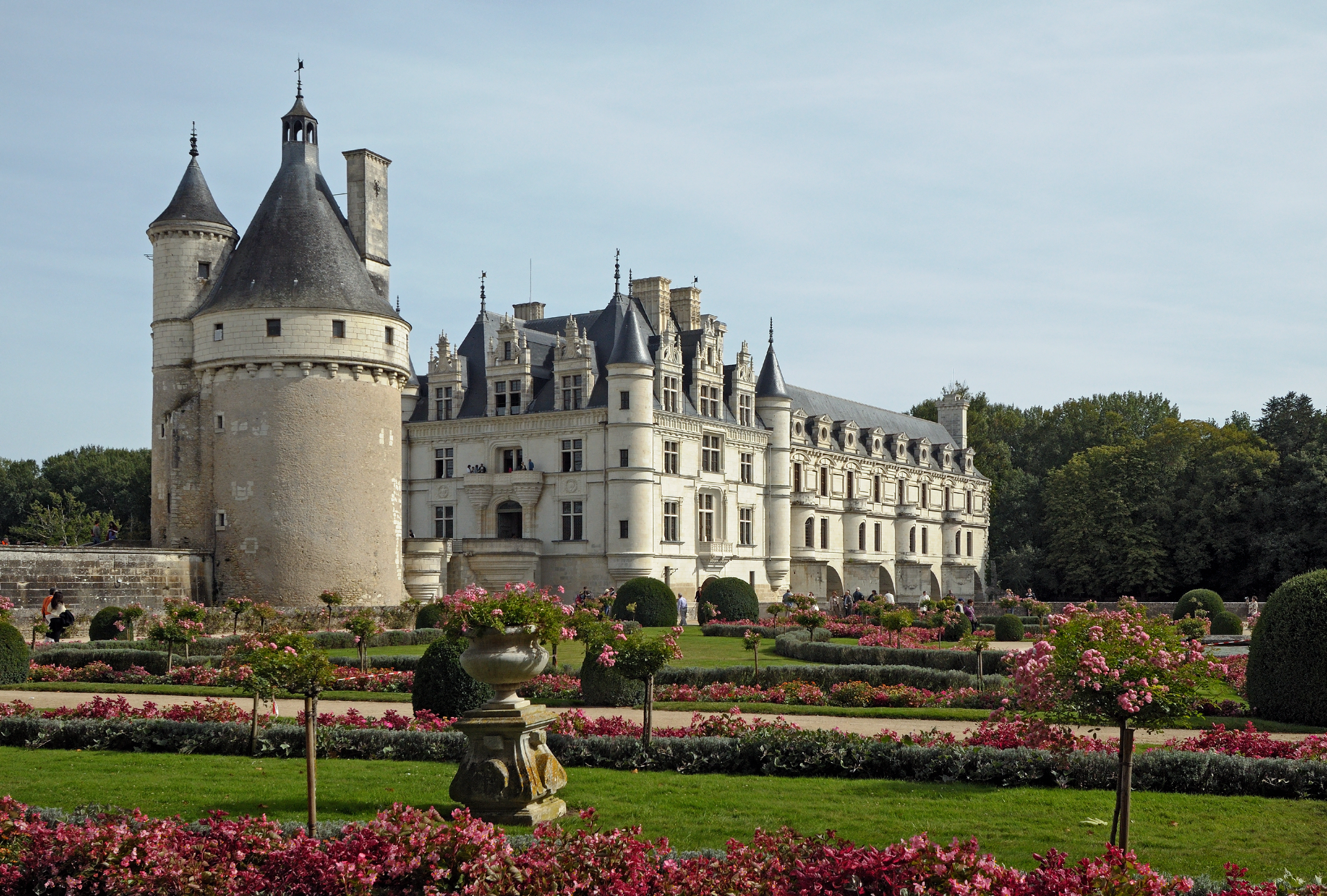
Kasteel van Chenonceau
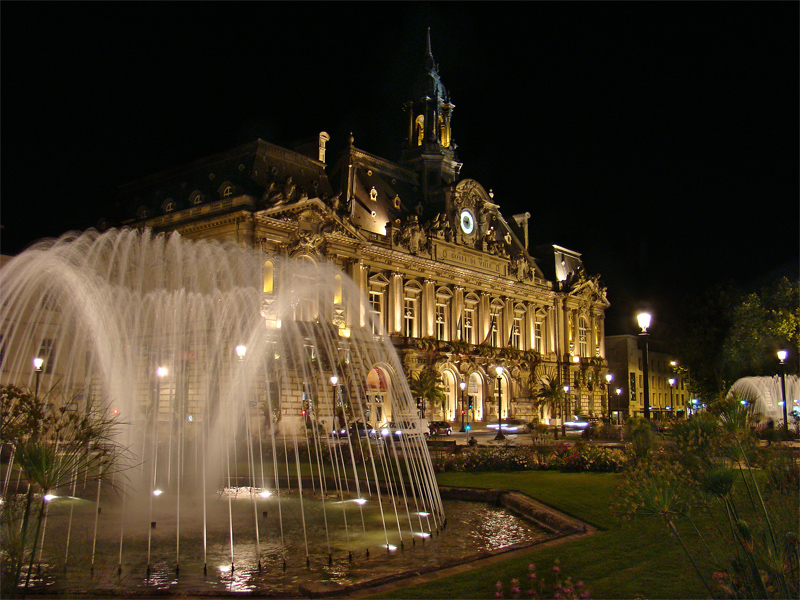
Gemeentehuis, Tours
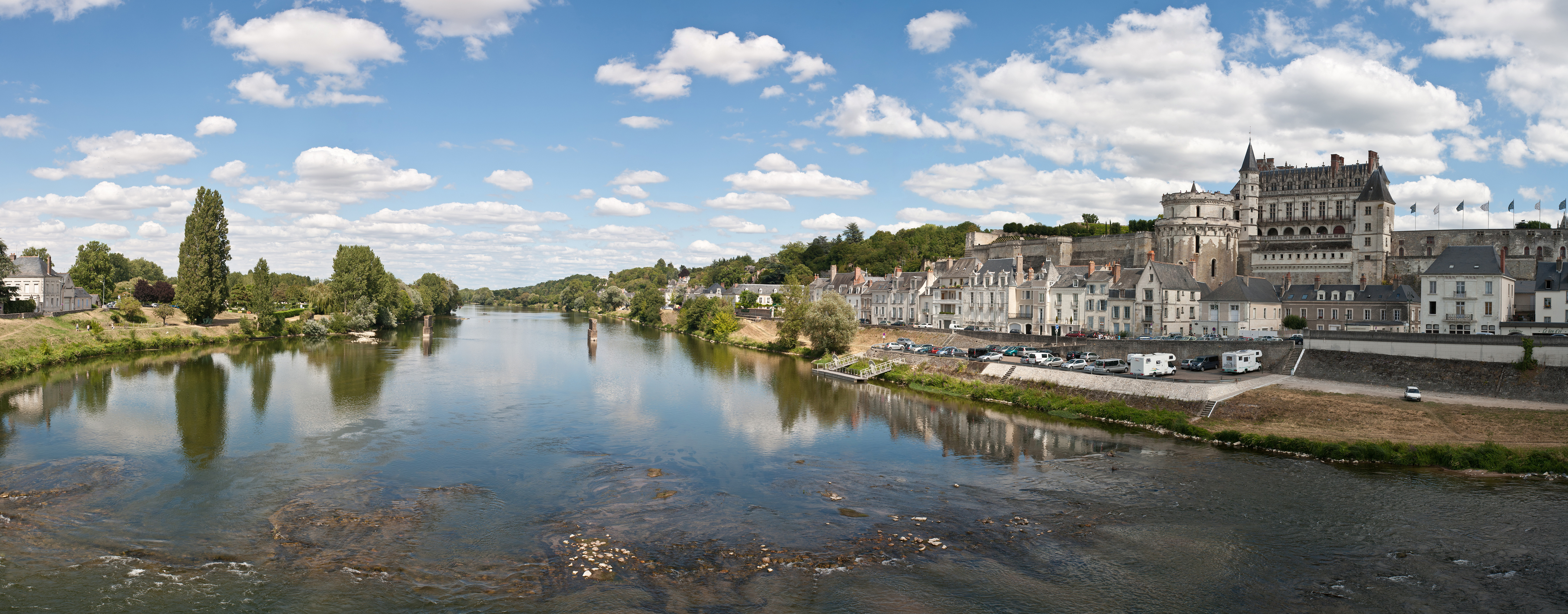
Amboise